# Diables del Mercadal Infernal
Els Diables del Mercadal Infernal van néixer l'octubre del 2012, amb la intenció de difondre la cultura popular i tradicional catalana entre els veïns de la ciutat. La colla, que organitza activitats per fomentar el sentiment de pertinença i l'associacionisme, s'adreça preferentment a famílies, sense excloure els membres individuals. En el cas dels infants, sí que s'estableix l'obligació que els pares o tutors en siguin també socis.
Els nens, anomenats Grifons, s'integren en la colla infantil, una de les seccions de l'entitat. L'altra secció la formen els músics, tabalers i grallers, que acompanyen les actuacions dels Diables i dels Grifons i que també fan actuacions pel seu compte.
Les activitats del grup van més enllà dels correfocs, tabalades i actes de foc propis de les colles de diables. L'entitat es vincula plenament al teixit associatiu del barri de Sant Andreu: participa en actes proposats per entitats diverses i també organitza tallers, trobades i activitats solidàries.